# Marcin Worbs
Marcin Worbs (ur. 1963 w Opolu) – polski duchowny katolicki, profesor nauk teologicznych, doktor filologii germańskiej.

## Życiorys
Święcenia kapłańskie przyjął w 1987 w Opolu z rąk bp. Alfonsa Nossola po ukończeniu studiów filozoficzno-teologicznych w Nysie i Lublinie. W latach 1987–1990 wikariusz w parafii pw. Wniebowzięcia NMP w Bytomiu. Od 1990 do 1995 studiował filologię germańską w Wyższej Szkole Pedagogicznej w Opolu oraz na uniwersytetach w Bambergu, Heidelbergu, Monachium i  Opolu. Od 1995 pracownik naukowo-dydaktyczny Wydziału Teologicznego i Wydziału Filologicznego (do 2021) Uniwersytetu Opolskiego; diecezjalny duszpasterz ds. międzynarodowej wymiany młodzieży; współpracownik homiletycznego periodyku „Gottes Wort im Kirchenjahr”. W 1998 dłuższy pobyt naukowy w Niemczech, od 2005 do 2006 w Collegio Teutonico del Campo Santo (Rzym-Watykan) oraz w 2017 w Monachium. Od 2000 diecezjalny kapelan-duszpasterz nauczycieli akademickich. W latach 2002–2005 prodziekan ds. studentów i współpracy z zagranicą Wydziału Teologicznego UO. Od 2005 członek towarzystwa naukowego „Görres-Gesellschaft zur Pflege der Wissenschaft”. Przedmiotem jego badań są zagadnienia liturgicznej antropologii oraz teologii liturgii, analizowane głównie przez pryzmat refleksji przedstawicieli ruchu liturgicznego, zwłaszcza Romana Guardiniego i Josefa Andreasa Jungmanna. Ponadto zajmuje się kulturowym wymiarem liturgii.

## Opublikowane książki
- Chrystocentryzm w liturgii w ujęciu Josefa Andreasa Jungmanna, (2019) ISBN 978-83-65860-44-6.
- Człowiek w misterium liturgii. Antropologiczny wymiar liturgii w ujęciu Romana Guardiniego. Rozprawa habilitacyjna, (2008) ISBN 978-83-60244-60-9.
- Quickborn und Heimgarten als ein kulturell-religiöses Ereignis in Oberschlesien (1909-1939), (1999) ISBN 83-88071-75-0.
- Und meine Seele spannte weit ihre Flügel aus. Ein religiöses Porträt von Joseph von Eichendorff, (1996,1996,1999) ISBN 83-86865-20-2.
- Na drogę przez czas. Kazania na rok liturgiczny / Auf den Weg durch die Zeit. Predigten für das Kirchenjahr, (2007) ISBN 978-83-60244-68-5.
- W Chrystusie. Rozważania o sakramentach na drogę przez życie. In Christus. Betrachtungen über die Sakramente auf den Weg durch das Leben, (2011) ISBN 978-83-7342-283-4; (2016) ISBN 978-83-63950-76-7.
- Z Chrystusem. Rozważania na drogę przez rok liturgiczny. Mit Christus. Betrachtungen auf den Weg durch das Kirchenjahr, (2015, 2017) ISBN 978-83-63950-50-7, ISBN 978-83-65860-04-0.
- Przez Chrystusa. Rozważania na drogę do nieba. Durch Christus. Betrachtungen auf den Weg zum Himmel, (2023), ISBN 978-83-67399-26-5.
- Kościół w świecie. 40-lecie „Gaudium et spes”. Die Kirche in der Welt. 40 Jahre „Gaudium et spes”, (red.z J.Werbickiem) (2005) ISBN 83-60244-13-8.
- Miejsca teologii / Orte der Theologie, (red.z J.Werbickiem) (2008) ISBN 978-83-60244-84-5.
- Procesy sekularyzacyjne w Niemczech i w Polsce. Säkularisierungsprozesse in Deutschland und Polen, (red.z J.Werbickiem) (2010) ISBN 978-83-61756-38-5.
- Der Christ der Zukunft. The Christian of the future, (red.z J.Werbickiem) (2011) ISBN 978-83-61756-66-8.
- Finansowanie związków wyznaniowych w krajach niemieckojęzycznych i w Polsce. Die Finanzierung der Religionsgemeinschaften in den deutschsprachigen Ländern und in Polen., (red. z D.Walencikiem) (2012) ISBN 978-83-61756-93-4.
- Społeczna odpowiedzialność i duszpasterstwo w mobilnym świecie. Gesellschaftliche Verantwortung und Pastoral in einer mobilen Welt, (red. z R. Zwickem) (2016) ISBN 978-83-63950-81-1.
- U progu trzeciego tysiąclecia chrześcijaństwa. Wykłady otwarte zorganizowane w okresie Wielkiego Postu 2001 roku, (red.) (2001) ISBN 83-88939-02-5.
- Dynamizm wiary. Wykłady otwarte zorganizowane w okresie Wielkiego Postu 2002 roku, (red.) (2002) ISBN 83-88939-21-1.
- Szukanie Boga. Wykłady otwarte zorganizowane w okresie Wielkiego Postu 2003, (red.) (2003) ISBN 83-88939-46-7.
- Potrzeba wartości. Wykłady otwarte zorganizowane w okresie Wielkiego Postu 2004, (red.) (2004) ISBN 83-88939-68-8.
- Misterium Eucharystii. Wykłady otwarte zorganizowane w okresie Wielkiego Postu 2005, (red.) (2005) ISBN 83-88939-93-9.
- Kościół opolski w PRL. Wykłady otwarte zorganizowane w okresie Wielkiego Postu 2007, (red.) (2007) ISBN 978-83-60244-51-7.
- Oblicza nadziei. Wykłady otwarte zorganizowane w okresie Wielkiego Postu 2008, (red.) (2008) ISBN 978-83-60244-74-6.
- W nurcie myśli Pawłowej. Wykłady otwarte zorganizowane w okresie Wielkiego Postu 2009, (red.) (2009) ISBN 978-83-61756-02-6.
- O kapłaństwie dziś. Wykłady otwarte zorganizowane w okresie Wielkiego Postu 2010, (red.) (2010) ISBN 978-83-61756-31-6.
- Kościół a polityka.Wykłady otwarte zorganizowane w okresie Wielkiego Postu 2011, (red.) (2011) ISBN 978-83-61756-56-9.
- Wiara czy pseudowiara? Wykłady otwarte zorganizowane w okresie Wielkiego Postu 2012, (red.) (2012) ISBN 978-83-61756-75-0.
- W przestrzeni wiary. Wykłady otwarte zorganizowane w okresie Wielkiego Postu 2013, (red.) (2013) ISBN 978-83-63950-02-6.
- Konsekwencje wiary. Wykłady otwarte zorganizowane w okresie Wielkiego Postu 2014, (red.) (2014) ISBN 978-83-63950-32-3.
- Wiara a zdrowie. Wykłady otwarte zorganizowane w okresie Wielkiego Postu 2015, (red. z L. Sochocką) (2015) ISBN 978-83-63950-56-9.
- Wiara a zdrowie (II). Wykłady otwarte zorganizowane w okresie Wielkiego Postu 2016, (red. z L. Sochocką) (2016) ISBN 978-83-63950-73-6.
- W kręgu nauki i wiary, (red.) (2025) ISBN 978-83-67399-51-7.